# Apiwat Ngaolamhin
Apiwat Ngaolamhin (tiếng Thái: อภิวัฒน์ งั่วลำหิน, sinh ngày 1 tháng 6 năm 1986) là một cầu thủ bóng đá người Thái Lan thi đấu ở vị trí trung vệ.

## Sự nghiệp quốc tế
Vào tháng 6 năm 2013, Apiwat ra mắt cho Thái Lan trước CHDCND Triều Tiên trong trận giao hữu.

### Quốc tế
Tính đến 12 tháng 11 năm 2015
| Đội tuyển quốc gia | Năm  | Số trận | Bàn thắng |
| ------------------ | ---- | ------- | --------- |
| Thái Lan           | 2013 | 3       | 0         |
| Thái Lan           | Tổng | 3       | 0         |